# Mike Novick
Mike Novick is een personage uit de Amerikaanse televisieserie 24. Hij is adviseur van president David Palmer en Charles Logan.